# Берсанер, Керим
Керим Берсанер (нидерл. Kerim Bersaner), он же Джигит (DJIGIT; род. 19 января 1980, Сибирь) — нидерландский кинематографист чеченского происхождения.
Окончил Роттердамскую Художественную Академию имени Виллема де Коонинга как кинорежиссёр и продюсер.
С 1996 года занимается поэзией и музыкой, в 1997 году создал рэп-группу. Основатель (2002) и первый координатор интернет-проекта «Комитет Национального Настроения» (DJIGIT.com).
В 2005 году продюсировал выступление в Бельгии чеченской певицы Макки Сагаиповой.
В 2006 г. стал победителем специального конкурса двухминутных немонтированных фильмов, снятых на камеру мобильного телефона («One Take Competition»), проведённого в рамках Международного кинофестиваля в Роттердаме, с фильмом «Брат», в котором на фоне чеченской видеохроники мужчина читает на английском языке стихи о скорби и страданиях чеченского народа. Этот же фильм получил третью премию на парижском Международном фестивале фильмов, снятых мобильным телефоном, «Pocket Films».
В 2007 году компания DJIGIT во главе с Берсанером приступила к съёмкам первого чеченского полнометражного художественного фильма в городе Астрахань (Россия), в котором участвуют такие известные в Чеченской Республике творческие личности, как Ахмад Джабраилов, Милана Балаева, Джанора Хазуева и Дени Сатабаев).

## «Хиро»
- «Xiro» (Отчуждение)
- «Xiro» Официальный Трейлер
- «Xiro» Интервью о Хиро (недоступная ссылка)
- «Xiro» (The Movie)